# Gabriele Burgstaller
Gabriele Burgstaller (også Gabi Burgstaller) (født 23. maj 1963 i Penetzdorf/Niederthalheim i Oberösterreich) er en østrigsk politiker. Hun er delstatsforkvinde i delstaten Salzburg og opstiller for SPÖ.
Efter studentereksamen på gymnasiet i Gmunden og et års udlandsophold i England studerede Burgstaller retsvidenskab på Salzburg Universitet. Fra 1987 til 1989 var Gabu Burgstaller assistent ved Institut for Forfatnings- og Forvaltningret samt ved Institut for retssociologi i Salzburg. Mellem 1989 og 1994 arbejdede hun som forbrugerrådgiver ved Arbejderkammeret i Salzburg.
Den politiske løbebane begyndte i 1994, da hun blev valgt til Salzburgs landdag og blev her formand for SPÖ's gruppe i landdagen. Den 27. april 1999 blev Burgstaller valgt til delstatsråd for kvinder, byggeri, erhverv, forbrugerbeskyttelse og trafik. Den 31. marts 2001 blev hun valgt til formand for SPÖ i delstaten Salzburg, og hun er for tiden også stedfortrædende formand i det landsdækkende parti.
Landdagen i Salzburg valgte Burgstaller den 25. april 2001 til stedfortræder for delstatsformanden Franz Schausberger.
Ved valget til Landdagen i Salzburg den 6. marts 2004 lykkedes det hende for første gang at skaffe SPÖ flertal i den ellers siden 1945 ÖVP-dominerede delstat. Den 28. april 2004 blev hun valgte til delstatsforkvinde af Salzburgs landdag og var dermed den første kvinde i Salzburg, der beklædte denne post. Som delstatsforkvinde er Gabi Burgstaller i delstatsregeringen ansvarlig for uddannelse, skoler, sundhed, sygehuse, katastrofeberedskab, brandvæsen, videnskab og forskning, kvinder og Europa.
Gabi Burgstaller blev den 5. juli 2003 gift med Anton Holzer og lever i Hallein.
Burgstaller er i 2007 tildelt æretegnet Großes Goldenes Ehrenzeichen am Bande für Verdienste um die Republik Österreich